# City of Blue Mountains
City of Blue Mountains är en kommun i Australien. Den ligger i delstaten New South Wales, i den sydöstra delen av landet, omkring 78 kilometer väster om delstatshuvudstaden Sydney. Antalet invånare var 76 904 vid folkräkningen 2016. Arean är 1 431 kvadratkilometer.
Följande samhällen finns i City of Blue Mountains:
- Katoomba
- Blaxland
- Glenbrook
- Hazelbrook
- Leura
- Blackheath
- Lawson
- Mount Victoria
- Medlow Bath
- Hawkesbury Heights
- Linden
- Faulconbridge
- Mount Wilson
- Megalong